# Beaconsfield Golf Club
De Beaconsfield Golf Club (Frans: Club de Golf Beaconsfield) is een golfclub in Canada. De club werd opgericht in 1904 en bevindt zich in Pointe-Claire, Quebec. De club beschikt over een 18-holes golfbaan met een par van 72 en werd ontworpen door de golfbaanarchitect Stanley Thompson.

## Golftoernooien
- PGA Championship of Canada: 1913, 1924
- Canada Amateur Championship: 1920
- Canadees Open: 1946 & 1956